# Street & Smith
Street & Smith (или Street & Smith Publications, Inc.) — одно из крупнейших книжно-журнальных издательств США, существовавшее с 1855 года.

## История
Издательство было основано в 1855 году в Нью-Йорке печатником Фрэнсисом Скоттом Стритом и бухгалтером Фрэнсисом Шубаэлом Смитом, которые приобрели на паях обанкротившийся журнал, с которого и началась история будущей издательской империи. Дела пошли хорошо и в 1858 году партнёры купили успешную газету «New York Weekly Dispatch» за 40 тысяч долларов (при пятилетней рассрочке выплат).

Обложка журнала «Nick Carter Weekly», выпуск № 574 от 28 декабря 1907 года

После ухода на покой отцов-основателей в 1877 году компания была перепрофилирована Ормондом Смитом и начала выпускать дешёвую литературную периодику (так называемые «dime novels») и популярные журналы, став вскоре одним из крупнейших издателей массовой литературы в США. Среди изданий компании были еженедельные выпуски сериалов «Nick Carter» (основной автор — полковник Фредерик Ван Ренсселаэр Дей, написавший более 1000 выпусков), «Frank Merriwell» (автор — Уильям Гилберт Паттен под псевдонимом «Барт Л. Стэндиш», всего более 1000 выпусков), «Buffalo Bill» (автор — Нед Бантлайн, всего более 400 выпусков). Впоследствии компания также начала выпускать pulp-журналы «Ainslee’s», «Top Notch» и другие. Тираж отдельных номеров журнала «Western Story» достигал 400 тысяч экземпляров. Среди постоянных авторов выпускавшихся компанией журналов были Эптон Синклер (писавший под псевдонимом «лейтенант флота Кларк Фитч»), Теодор Драйзер, Эдит Уортон и О.Генри.
В период Великой депрессии компания сумела не только удержаться на плаву, но расшириться за счёт обанкротившихся конкурентов — в частности, в 1933 году у прекратившей существование Clayton Magazines был куплен журнал фантастики «Astounding», «золотой век» которого пришёлся как раз на период его существования под эгидой Street & Smith. В этот же период начинают выпускаться завоевавшие грандиозную популярность приключенческие «журналы одного героя» («Shadow», «Doc Savage» и другие), создавшие предпосылки для появления через несколько лет журналов комиксов.
В 1938 году президентом компании стал Аллен Л. Граммер. Под его руководством компания вошла в очередную реорганизацию, однако начало Второй мировой войны и трудности военного времени не позволили реорганизации завершиться. К 1949 году Street & Smith практически прекратил издание приключенческих журналов (сделав исключение для «Astounding»), отдав предпочтение модным изданиям «Mademoiselle», «Vogue» и «Charm». В 1959 году эта журнальная линия была продана компании Condé Nast Publications, равно как и весь накопившийся за столетие издательской деятельности пакет авторских прав.
В настоящее время Street & Smith продолжает существовать как издательская торговая марка, принадлежащая компании Condé Nast Publications. Префикс «Street & Smith’s» также является исторически обусловленной традиционной частью названий некоторых существующих периодических изданий (например, «Street & Smith’s Sports Annuals», «Condé Nast»).

## Список изданий компании

### Глянцевые журналы
- Mademoiselle[англ.] (1935-2001)

### Серии антологий
- Tip Top Library
- New Medal Library

### Pulp-журналы

#### Приключения
- Air Trails
- Bill Barnes
- Do and Dare Weekly
- Red Raven Library
- Sea Stories Magazine
- Skipper
- Tiptop Weekly
- The Popular Magazine

#### Детективы
- Clues
- Detective Story Magazine

#### Журналы «одного героя»
- The Avenger
- Doc Savage
- Mystery Story Magazine
- Nick Carter Weekly
- Old Broadbrim Weekly
- The Shadow

#### Любовные истории
- Love Story Magazine
- Romance Range

#### Фантастика
- Astounding Science Fiction
- Unknown

#### Спорт
- Street & Smith’s Sports Annual
- All-Sports Library
- Athlete
- NASCAR Scene

#### Вестерны
- Buffalo Bill Stories
- True Western Stories
- Pete Rice Magazine
- Western Story Magazine
- Wild West Weekly

#### Подростковые рассказы
- The Boys of the World
- Bowery Boy Weekly
- Live Girl Stories
- My Queen

#### Комиксы
- Air Ace (20 выпусков, 1944-48)
- Army and Navy Comics (5 выпусков, 1940-42; преобразован в Supersnipe)
- Bill Barnes Comics (1 выпуск, 1940)
- Bill Barnes, America's Air Ace Comics (11 выпусков, 1941-43; преобразован в Air Ace)
- Blackstone, Master Magician Comics (3 выпуска, 1946)
- Devil Dog Comics (1 выпуск, 1942)
- Doc Savage Comics (20 выпусков, 1940-43)
- Ghost Breakers (2 выпуска, 1948)
- Pioneer Picture-Stories (9 выпусков, 1941-43)
- Red Dragon Comics (5 выпусков, 1943-44; 7 выпусков, 1947-49)
- The Shadow Comics (101 выпуск, 1940-48)
- Sport Comics (4 выпуска, 1940, преобразован в True Sport Picture Stories)
- Super-Magic Comics (1 выпуск, преобразован в Super-Magician)
- Super-Magician Comics (55 выпусков, 1941-43)
- Supersnipe Comics (44 выпуска, 1942-49)
- Top Secrets (10 выпусков, 1947-49)
- Trail Blazers (4 выпуска, 1941-42, преобразован в Red Dragon)
- True Sport Picture Stories (46 выпусков, 1942-49)